# Cantón de Cartagena
Se denomina Cantón de Cartagena, o también conocido como Cantón Murciano, a la insurrección federalista que en el marco de la I República Española (1873-1874) acaeció en la provincia de Murcia con el objetivo de constituirla en un cantón federal. El epicentro de este movimiento cantonal estuvo en la ciudad de Cartagena, que fue donde los republicanos federales "intransigentes" iniciaron en julio de 1873 la rebelión cantonal y cuyo propósito era instaurar en España "desde abajo" la República Federal sin esperar a que las Cortes Constituyentes elegidas en mayo de 1873 elaboraran y aprobaran la nueva Constitución Federal. En dicho proyecto constitucional se declaraba la existencia de diversos estados que constituían la nación española; uno de ellos, Murcia. El Cantón Murciano fue el de más larga duración de todos los cantones pues consiguió resistir el asedio de las fuerzas del gobierno central hasta el 12 de enero de 1874.
Algunas medidas adoptadas en Cartagena tenían similitudes con los acuerdos que se habían dado durante la Comuna de París en 1871.

## Una denominación problemática

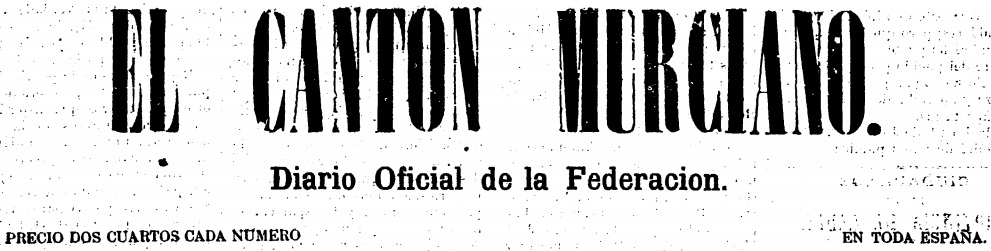
Cabecera del periódico El Cantón Murciano, editado en Cartagena en 1873.

El hecho de que la sublevación cantonal acaecida en numerosos puntos de la provincia de Murcia durante el verano de 1873 tuviera como primer eslabón la ciudad de Cartagena, que fue la primera en proclamar el Cantón Murciano el 12 de julio de aquel año, y que la ofensiva del ejército centralista —como denominaban los insurgentes a las fuerzas gubernamentales— en agosto acabara por focalizar toda la resistencia cantonal tras los fortificados muros de la misma ciudad —base naval de la armada—, hizo que la mayor parte del conflicto desarrollado (entre agosto de 1873 y enero de 1874) tuviera como escenario exclusivo a la referida ciudad y que, por lo tanto, se identificara como Cantón de Cartagena. Sin embargo, no es menos cierto que lo que se pretendió en este episodio histórico fue la consecución de un Cantón Murciano con personalidad jurídico-política agrupando a la provincia de Murcia, dentro del ámbito geográfico nacional, aunque esto acabara siendo una quimera de sus promotores, pues nunca llegó a materializarse completamente.
La denominación de Cantón Murciano es la más exacta para explicar el movimiento cantonalista en la provincia de Murcia, desde las primeras aproximaciones de Antonio Puig Campillo (la primera edición de su obra data de 1932) hasta las más recientes, como Antonio Pérez Crespo, quien en un capítulo de su libro El Cantón Murciano, publicado en 1990, trata específicamente dicha problemática:

Tampoco puede decirse —aunque parezca una paradoja—, que existiera el Cantón de Cartagena, o Cartagenero. Del estudio meticuloso de las fuentes contemporáneas a la revolución, puede deducirse que este Cantón no existió ni jurídica, ni políticamente hablando, denominándose Cantón Murciano a una idea inicial que debía incluir a toda la provincia en este Cantón, lo que nunca llegó a producirse. Los documentos, tozudamente prueban esta afirmación. A más de un siglo de distancia, y analizando fríamente los hechos y los documentos que lo relatan debería hablarse del Cantón Murciano en Cartagena, como expresión actualizada de una realidad que desbordó a sus protagonistas.

Por su parte José Barón Fernández aclara:

aunque nosotros nos referiremos, en general, al Cantón de Cartagena, en puridad habría que denominarle «Cantón Murciano» ya que desde un punto de vista programático, este era el nombre que se le había asignado, incluyendo a Cartagena dentro del mismo. Que el Cantón Murciano se acabara conociendo como cantón de Cartagena se debió a que el curso de los acontecimientos, condicionado por las circunstancias geográficas y militares, determinó que la lucha por la defensa del Cantón Murciano quedase circunscrita a Cartagena.

Como señala el historiador Juan Bautista Vilar, los revolucionarios aspiraban a un Cantón regional que se correspondiera con lo que en un sentido amplio pudiera llamarse  
Región murciana. Así las cosas, la revolución cantonal no fue un fenómeno exclusivo de la plaza fuerte de Cartagena, sino que se extendió por toda la provincia de Murcia, excepto en las zonas periféricas presionadas constantemente por diversas partidas carlistas. La ciudad de Murcia, seguida de un considerable número de municipios, se sumó de forma entusiasta a la revolución, pero tan pronto llegaron las tropas centralistas, depusieron su actitud y sin disparar un tiro, los insurgentes más comprometidos se refugiaron en Cartagena. Esta ciudad continuó el levantamiento armado, y tras varios meses de resistencia en solitario, fue rendida por las armas.

## La proclamación del Cantón

### Antecedentes
Tras el fracasado golpe de 23 de abril de 1873, el republicanismo federalista se afianzó. Por ello, las elecciones a las Cortes Constituyentes arrojaron aparte de una elevada abstención del 60%, una aplastante mayoría de los republicanos federales. Sin embargo, los federalistas estaban escindidos entre la mayoría benevolente, partidaria de un federalismo que debía organizar la descentralización desde arriba, desde las Cortes; mientras que la minoría intransigente quería un proceso desde abajo, esto es, establecer previamente los Estados y en la Cortes constituir la federación. En este sentido, los benevolentes eran partidarios de constituir los Estados de la federación según los antiguos reinos históricos, mientras que los intransigentes pretendían la formación de cantones según la división provincial.
Recién constituidas las Cortes Constituyentes, fue proclamada la República federal el 7 de junio. El presidente del Poder Ejecutivo, Estanislao Figueras, huyó a Francia el día 10 y, al día siguiente, Pi y Margall fue designado como el nuevo presidente del Poder Ejecutivo. La ruptura con los intransigentes se produjo con la aprobación de una ley de medidas extraordinarias para frenar la insurrección carlista; pero no se aplicó a las regiones afectadas, sino a toda España, lo que produjo el abandono de los diputados intransigentes de las Cortes.
Entonces, los intransigentes formaron en Madrid un Comité de Salud Pública, bajo la presidencia de Roque Barcia, para vigilar los intereses de la nación y llevar a cabo la insurrección cantonal. Inicialmente, el Comité pensó llevar a cabo la insurrección en Madrid, de modo semejante a la Comuna de París de 1871, pero dada su imposibilidad, se eligió Cartagena:

porque ninguna ciudad poseía no sólo unas defensas naturales representadas por las características de su puerto, bien abrigado y defendido por una serie de fuertes y castillos poderosamente artillados que hacían de Cartagena invulnerable tanto por mar como por tierra, sino que a ellos se agregaba la escuadra".

Para informarse de las posibilidades que tenía esta idea, el Comité envió a Cartagena a Manuel Cárceles Sabater, un cartagenero que estudiaba medicina en Madrid, que cuando regresó, presentó un informe muy optimista —además, durante su estancia en Cartagena había desplegado una intensa actividad propagandística en favor de la insurrección, lo que propició la ayuda del estudiante de Farmacia Eduardo Romero Germes—. Entonces el Comité de Salud Pública constituyó la Comisión de Guerra, presidida por el general Juan Contreras y de la que formaban parte Ruperto Chavarri, Andrés Lafuente y el coronel Guillermo Fernández. Estos se comprometieron a sublevar, además de Cartagena, Valencia, Barcelona, Sevilla y Murcia.

### Cartagena

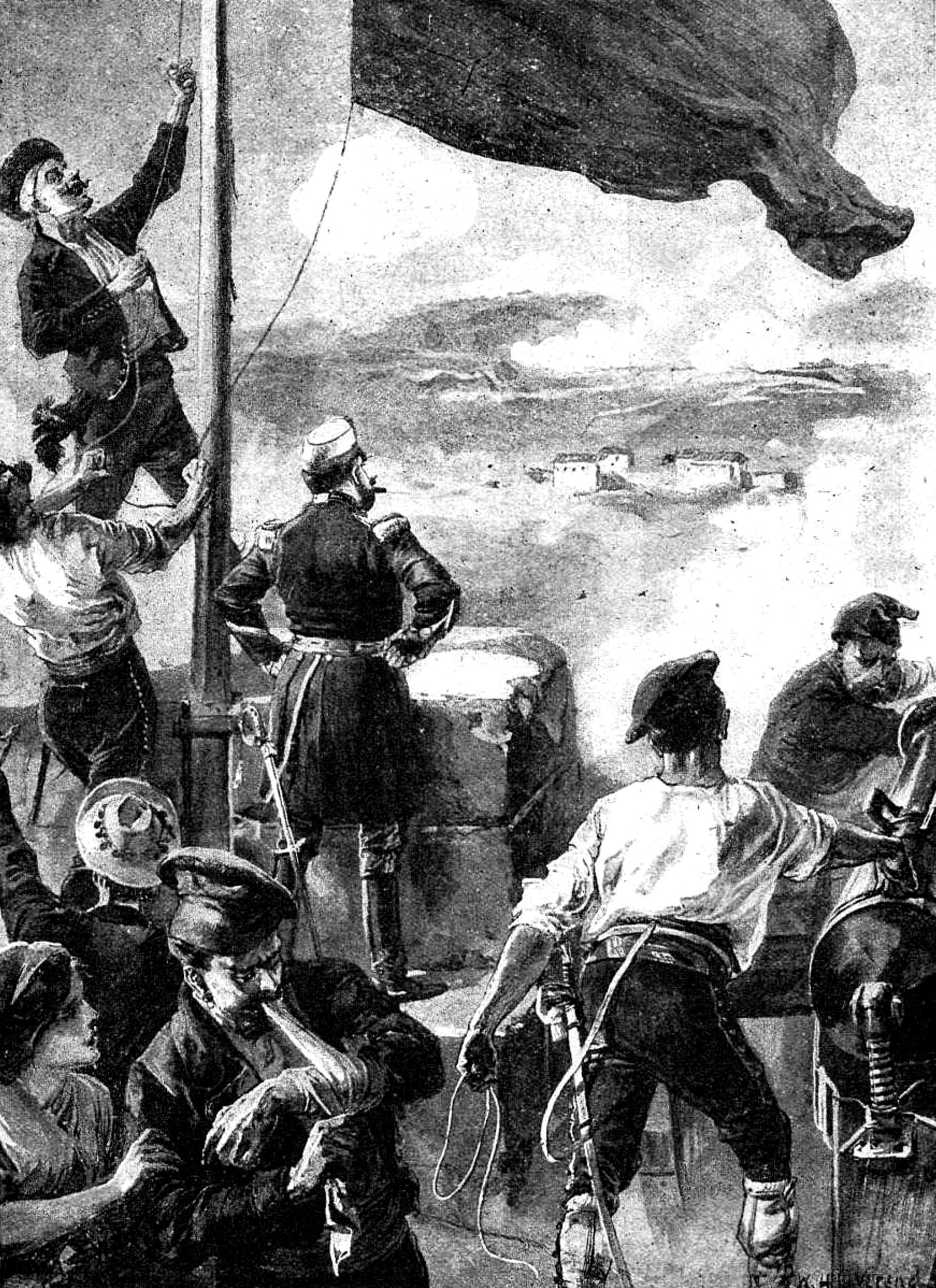
Izado de la bandera roja manchada de sangre sobre el Castillo de Galeras.

La insurrección comenzó en Cartagena el 12 de julio, a pesar de que el presidente del Comité en Madrid, Roque Barcia, quería que se retrasase. El inicio de la sublevación se produjo cuando el regimiento de África que iba a proceder al relevo de la guarnición del fuerte de Galeras, compuesta por voluntarios, estos se negaron. Así, a las cuatro de la mañana del día 12 de julio, por iniciativa del enlace con el Comité de Madrid, Cárceles Sabater, se constituyó una "Junta Revolucionaria de Salvación Pública", presidida por Pedro Gutiérrez de la Puente y con José Bonet Torrens como vicepresidente. Los vocales eran Pedro Roca, teniente de la Milicia; José Ortega, dueño de un café; Pablo Meléndez, carpintero; Pedro Alemán, jefe de voluntarios, y José García Torres. Como secretario actuó Francisco Méndez Trigo. Una hora después, la señal para la sublevación fue dada desde el castillo de Galeras, que lanzó un cañonazo avisando que el regimiento de África, que iba a relevar a la guarnición de voluntarios, se había retirado. Según otras versiones, el cañonazo era la señal previamente acordada para indicar al Almansa que se habían tomado las defensas y podía sublevarse junto al resto de la escuadra.
El jefe de la guarnición de voluntarios del fuerte, el cartero Sáez, "en su afán de enarbolar una bandera roja y al no contar con ella, mandó izar la turca creyendo que no se vería la media luna, pero el comandante de Marina lo divisó, comunicándolo al ministro de Marina [el telegrama decía: «El castillo de Galeras ha enarbolado bandera turca»]. Un voluntario, velando por el prestigio de la causa, se abrió una vena con la punta de su navaja y tiñó con su sangre la media luna, sustituyendo así la bandera de Turquía".
A esa misma hora, las 5 de la madrugada del 12 de julio, un grupo de voluntarios al mando de Cárceles invadió el ayuntamiento, instalando en los bajos la "Junta Revolucionaria de Salvación Pública", que se había constituido una hora antes, mientras otros grupos ocupaban las puertas de la muralla de la ciudad. Más tarde, se presentó el alcalde interino Leandro Samper, conminándoles a que desalojaran el edificio y, al no conseguirlo, convocó una reunión de la corporación municipal que debatió la reclamación de la Junta presentada por escrito para "que se lleve a efecto la formación del Cantón murciano". A las 11 de la mañana, el alcalde cursó un telegrama al presidente del Gobierno, en el que les exponía las "peticiones" de la Junta. La respuesta llegó pocas horas después a través del gobernador civil de Murcia, Antonio Altadill: «diga Vd. a la Junta en nombre mío y del Gobierno, que la Comisión de las Cortes tiene acordado el Cantón murciano; en breve será un hecho este acuerdo.- Yo salgo en tren exprés para esa.- Resista hasta donde pueda dimisión Ayuntamiento.- Evite apelar armas y derramamiento sangre». Altadill llegó a Cartagena acompañado del diputado federal murciano Antonio Gálvez Arce, conocido como Antonete, y se reunió con la Junta a media tarde. Después de valorar que los insurrectos "tienen en su poder las fortalezas de Galeras, Atalaya y Moros" y "los principales puntos de la ciudad", aconsejó al Ayuntamiento que dimitiera, cosa que hizo "en presencia del gobernador de la provincia, por su consejo y bajo su presidencia". Esta decisión del gobernador civil de hacer dimitir al Ayuntamiento fue muy criticada por el Gobierno de Pi y Margall, como manifestó en la sesión de las Cortes del 14 de julio, en la que se debatió la actuación del Gobierno, porque había facilitado la proclamación del Cantón de Cartagena.

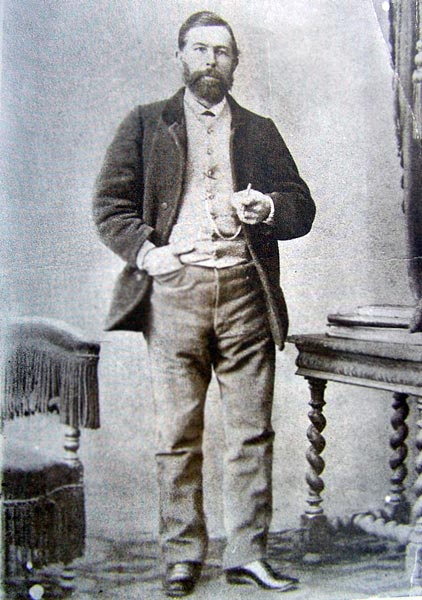
Antonio Gálvez Arce, "Antonete Gálvez".

Poco después, la Junta izó la bandera roja en el ayuntamiento y proclamó el Cantón Murciano, nombrando a continuación a "Antonete" Gálvez comandante general de las fuerzas del Ejército, Milicia y Armada. En el Manifiesto que hizo público esa misma tarde del 12 de julio la "Junta de Salud Pública", constituida "por la voluntad de la mayoría del pueblo republicano de esta localidad", justificó la proclamación del Cantón como un acto de defensa de la República Federal:

Proclamada como forma de gobierno para España la República Federal, el pueblo republicano, en su inmensa mayoría reclamaba, como imperiosamente exigían las circunstancias, que se organizase la Federación, estableciendo inmediatamente la división regional de los cantones y dando a estos y al municipio la autonomía suspirada hace tanto tiempo. [...] Pero el pueblo, ansiosísimo de estas reformas, sediento de esta redención tan deseada, veía prolongarse indefinidamente sus momentos de agonía, veía amenazada la República de un golpe de muerte y no veía, ni en el gobierno ni en la Cámara Constituyente una predisposición para la inmediata ejecución de estas reformas y cree que sin ellas... se perdería indudablemente para muchísimos años la libertad en esta tierra de España. [...] Era llegada la hora de salvar, de constituir definitivamente la República Federal y que no hacer esto sería tanto como cometer una indignidad que no podemos suponer en ningún pecho republicano donde se albergue y lata un corazón de hombre. [...] [El pueblo] se ha puesto en armas porque ha creído ver en inminente riesgo la santa causa de la República Federal [...]. Aquí no hay verdugos ni víctimas, opresores ni oprimidos, sino hermanos prontos a sacrificarse por la libertad y la felicidad de sus conciudadanos. ¡Viva la República Federal! ¡Viva la soberanía del pueblo!. Cartagena, 12 de julio de 1873.

A continuación, comandados por "Antonete" Gálvez y por el general Juan Contreras, presidente del Comité de Guerra que se había desplazado desde Madrid —el gobierno al conocer este hecho había ordenado su arresto—, se apoderaron de los barcos de guerra de la base naval sin causar víctimas. Al parecer fue la inflamada oratoria de Antonio Gálvez Arce "Antonete", que apasionó a la marinería, la clave para apoderarse de la escuadra fondeada en el puerto, que en ese momento se componía de lo mejor de la Armada. El torreagüereño Antonete Gálvez, progresista de origen humilde que entonces era diputado a Cortes por la provincia de Murcia, gozaba de una enorme popularidad como lo demuestra esta copla que se cantaba en Cartagena:

Antonete está en la sierra
Y no se quiere entregar.
No me entrego, no me entrego,
No me tengo que entregar
Mientras España no tenga
República federal.

Así pues, tras tomar el ayuntamiento de forma pacífica y apoderarse del arsenal, de las baterías de la costa y del puerto, los sublevados consiguieron que se sumara a la rebelión la flota española que tenía su base en Cartagena: entre otras, las fragatas blindadas Numancia, Tetuán, Vitoria y Méndez Núñez (cuatro de las siete fragatas blindadas que poseía en ese momento la República española), la fragata de hélice Almansa y el vapor Fernando el Católico, rebautizado como Despertador del Cantón. Más tarde sus tripulaciones serían consideradas por los "centralistas" como piratas según decreto del 26 de julio de 1873. Posteriormente se unieron otras, como el vapor El Vigilante (en una expedición sobre Alicante), la fragata de hélice Villa de Madrid o el Isabel II. Estos dos últimos sin maquinaria, por lo que efectuaron labores de defensa del puerto y de la cárcel, respectivamente.
Siguiendo las instrucciones del presidente del gobierno Pi y Margall, el gobernador civil Altadill envió una comisión de republicanos federales a Cartagena para que intentaran disuadir a los insurrectos, pero los miembros de la comisión, tras entrevistarse con "Antonete" Gálvez, se sumaron a la rebelión.
El general Contreras asumió el mando militar de las fuerzas sublevadas y los cantonalistas elegían como jefe del Cantón a Roque Barcia. Los marineros y algunos oficiales decidieron unirse a la revolución, y a los que no lo hicieron se les dejó marchar libremente.
El 15 de julio, el general Juan Contreras hacía público un Manifiesto en que comunicaba que se acababa de levantar en armas al grito de ¡Cantones federales! y hace ostentación de las fuerzas que le apoyan, especialmente de la Armada, y pide a los jefes y oficiales de las fuerzas "centralistas" —así llama a las que permanecen fieles al Gobierno de Pi y Margall y a la legalidad— que no disparen "ni contra el pueblo ni contra sus hermanos de armas". Además promete que:

No envainaré mi espada hasta que el pueblo tenga su soñada federación. Nuestra conducta será ayudar a los pueblos que deben ser libres.

Por su parte, la Junta de la ciudad de Cartagena proclamó:

Cartageneros: los que por la voluntad de la mayoría del pueblo republicano de esta localidad, hemos constituido la Junta de Salud Pública de la misma, tenemos el deber de hacer una declaración categórica de nuestras miras, de nuestros principios y de los intereses que defendemos, y que tratamos de resguardar para bien de la República y para la salvación de la Patria.

Asimismo, la Junta reclamó:

que se lleve a efecto la formación del Cantón Murciano, con la autonomía municipal y Cantonal,

Lo que evidencia la intención de establecer un Estado federal y forzar a la República a establecer una federación desde abajo mediante la Constitución. En medio del levantamiento cantonal, el presidente Pi y Margall tuvo que dimitir, acusado de complicidad con la rebelión.
El Cantón, bien pertrechado gracias a las armas del Arsenal y a la posesión de la flota, acuñó moneda propia y resistió los ataques de las tropas del Gobierno, llegando incluso a diseñar planes educativos que nunca se llevarían a cabo. Se decretó el divorcio y se derogó la pena de muerte. Al igual que en otros cantones, se suprimieron los monopolios, se reconoció el derecho al trabajo, la jornada de ocho horas y se terminó con los impuestos sobre consumo (derecho de puertas). El Cantón dispuso de su propio periódico, llamado "El Cantón Murciano". También se creó una condecoración consistente en una medalla laureada entregada a aquellos que hubiesen demostrado su valor y su entrega a la causa cantonal.
En Cartagena se encontraban en aquel entonces antiguos participantes de la Comuna de París, como Antonio de la Calle.

### Murcia
El gobernador civil telegrafió al presidente del Poder Ejecutivo Francisco Pi y Margall que ni los "Voluntarios de la República" ni la Guardia Civil obedecían ya sus órdenes, por lo que abandonó Murcia para dirigirse a Madrid, pero fue detenido por los insurrectos en la estación de Alguazas, a 20 kilómetros de la capital. Así, el 13 de julio se constituyó en la ciudad la titulada Junta revolucionaria del Cantón Murciano, mientras que en la mañana del 15 de julio se publicaron los acuerdos adoptados por la Junta de Murcia, presidida por el diputado Jerónimo Poveda, entre las que se incluía el izado de la bandera roja en el Ayuntamiento y luego en el Palacio Episcopal, que quedó convertido en sede de la Junta. En el Manifiesto que hizo público, la Junta Revolucionaria de Murcia expuso las primeras medidas que había tomado ("indulto para todos los reos políticos", "la incautación de los bienes que el Cardenal Belluga legó a favor de los establecimientos de beneficencia", la incautación del Seminario Mayor de San Fulgencio a donde se trasladarán "las oficinas públicas establecidas en casas arrendadas", la incautación "de las armas y efectos de guerra que existan en la capital, posesionándose de los cuarteles", la sujeción a un jurado de "los propaladores de alarmas" y "de los que, con dañadas intenciones abandonen la población") y explicó los motivos de su constitución:

Murcianos: la demora del Gobierno en constituir a esta región definitivamente en federación, y el nombramiento de cargos militares a jefes desafectos a dicha región, han obligado a los republicanos a proclamar el Cantón Murciano. [...] Deseando devolver a las familias la paz tanto tiempo perturbada, hacemos las siguientes manifestaciones: reconocemos y acatamos la soberanía de las Cortes Constituyentes y declaramos que nuestra actitud es sólo la ejecución de uno de sus acuerdos. Aceptamos la lucha a la que la patria nos llama y nos oponemos a todo movimiento de motín o desorden, contrarios y siempre nocivos a la libertad y al país

En el manifiesto, la Junta revolucionaria de Murcia establecía que las "Juntas revolucionarias de los pueblos organizarán en los mismos la administración municipal con arreglo al sistema federal" y, además, anunciaba que iba a nombrar una comisión que "atienda el armamento y las defensas del Cantón Murciano" y otra que "establezca relaciones con las provincias limítrofes". Ambas estarían "bajo las órdenes del general Contreras y el ciudadano Antonio Gálvez", con lo que establecía implícitamente la subordinación de la Junta de Murcia a la de Cartagena en la dirección del Cantón Murciano, que quedó así constituido.

### Otros municipios murcianos
La desaparición de las actas municipales de aquel periodo en muchos ayuntamientos impide hoy conocer el número exacto de municipios que en aquel verano de 1873 se adhirieron al Cantón Murciano. Recientes investigaciones demuestran que numerosas localidades de la zona central y sur de la actual Región de Murcia proclamaron Juntas Revolucionarias adheridas al poder ejecutivo del Cantón Murciano.
De las que conservan algún documento oficial que atestiguan su participación están: Torre Pacheco, San Pedro del Pinatar, Abarán, Alcantarilla, Alhama de Murcia, Archena, Blanca Ceutí, Cieza, Ojós y Totana.
Aunque del resto no se conserva documentación, según el diario La Paz de Murcia del 20 de julio de 1873, también se sumaron al Cantón proclamando su respectiva Junta, además de los ya señalados, los municipios de Abanilla, Alguazas, Beniel, Caravaca de la Cruz, Cehegín, Fortuna, Lorquí, Moratalla, Molina de Segura, Pliego, Las Torres de Cotillas y La Unión.
Como ya se ha mencionado, la incidencia cantonalista en la zona más interior fue sensiblemente menor debido al peligro carlista. También destaca el caso de la ciudad de Lorca, que convertida en refugio de autoridades centralistas, primeros contribuyentes y dignidades eclesiásticas (incluido el obispo de Cartagena), se mostró contraria a cualquier veleidad cantonalista.

## Organización política
Tras la renuncia de Pi y Margall el 18 de julio, la Junta de Salvación Pública de Murcia pasó a denominarse "Poder Ejecutivo del Cantón Murciano" y entró en negociaciones con la Junta de Cartagena para organizar el poder político del cantón. El Poder Ejecutivo asumió la organización de las fuerzas armadas cantonales, el sistema tributario, las relaciones con los demás cantones y la realización de obras públicas. El acuerdo con la Junta de Cartagena llegó el 26 de julio, de forma que la Junta del Cantón estaría formada por los tres diputados adheridos al movimiento: Antonio Gálvez Arce, Jerónimo Poveda Nouguerou y Alfredo Sauvalle y Gil De Avalle; y dos miembros de la Junta de Murcia: Tomás Valderrábano Henares y Francisco Valdés Pujalte. La sede de la Junta del Cantón se establecería en la ciudad de Murcia aunque mientras durase la guerra se establecería en Cartagena, pero en tanto no se constituyó esa Junta del Cantón, la Junta de la ciudad de Murcia siguió funcionando como Poder Ejecutivo del Cantón, y el día 29 de julio disolvió la Diputación Provincial.
Por su parte, ante la imposibilidad de extender la insurrección en Madrid, el Comité de Salud Pública envió a cinco representantes para organizar el movimiento desde un puerto afín, y el elegido fue Cartagena. El 24 de julio, en acuerdo con los diputados intransigentes y la Junta de Cartagena, crearon el Directorio Provisional como autoridad superior para dar unidad y cohesión del movimiento cantonal. y extenderlo con la formación de nuevos cantones. El Directorio Provisional estaba compuesto por cuatro miembros: Juan Contreras, Antonio Gálvez y Eduardo Romero Germes. Dos días después el Directorio provisional se amplió a nueve componentes, incorporándose los diputados a Cortes José Mª Pérez Rubio, Alberto Araus y Alfredo Sauvalle, el mariscal de campo Félix Ferrer y el miembro de la Junta de Salud Pública de Madrid Nicolás Calvo Guayti. Y finalmente el 27 de julio el Directorio Provisional se transformó en el Gobierno Provisional de la Federación Española, con los siguientes ministerios: Juan Contreras y Román, presidente y Marina; Antonio Gálvez Arce, Ultramar; Eduardo Romero Germes, Fomento; Alberto Araus y Pérez, Gobernación; Alfredo Sauvalle y Gil de Avalle, Hacienda; Félix Ferrer y Mora, Guerra; Nicolás Calvo Guayti, Estado e interino de Justicia; y José Mª Pérez Rubio, Secretario general del Gobierno.
Dado que el Gobierno Provisional carecía de un sistema tributario para afrontar gastos militares, lo delegó en los cantones, pero estableció que esos gastos tuvieran que ser adelantados por el Cantón Murciano. De este modo la recaudación de fondos provocó conflictos entre el Gobierno Provisional establecido en Cartagena y el Poder Ejecutivo del Cantón establecido en Murcia, que vino a debilitar al Poder Ejecutivo.
El conflicto recaudatorio llegó a provocar la dimisión de Poveda de la presidencia del Poder Ejecutivo el 8 de agosto. El Poder Ejecutivo quedó devaluado ante el Gobierno Provisional, y ante el avance centralista el Gobierno Provisional se reunió en Murcia y decidió la retirada hacia Cartagena el día 11, y el 12 de agosto fue disuelto el Poder Ejecutivo. Por su parte, el 2 de septiembre el Gobierno Provisional presentó su dimisión, sus miembros integrados en la Junta de Cartagena, que quedó como única autoridad, la Junta Soberana de Salvación Pública, presidida por Pedro Gutiérrez.

## La expansión del Cantón

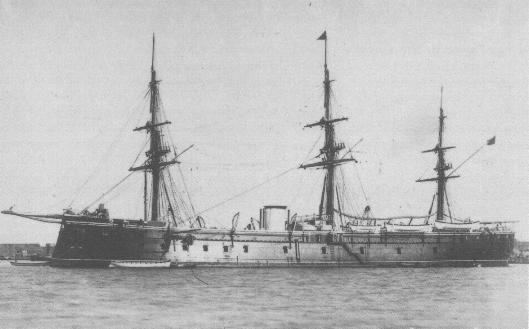
Fragata blindada Numancia, buque insignia de la flota cantonal.

Los cantonales organizaron expediciones por tierra y mar para extender la revolución cantonal. En tierra, se dirigieron marchas sobre numerosos puntos del sudeste, como Lorca, Hellín y Orihuela (en la que tuvo lugar la Batalla de Orihuela), y una marcha sobre Madrid que fue desbaratada en Chinchilla. Con la flota que quedó en su poder al proclamarse el Cantón, se dirigieron expediciones marítimas a Valencia, Málaga, Alicante, Torrevieja, Águilas, Mazarrón o Vera, con diferente suerte, para extender el cantonalismo y también conseguir financiación y víveres.
Las expediciones marítimas y terrestres que emprendió el "Cantón" desde Cartagena y desde Murcia tuvieron dos objetivos esenciales. En primer lugar, extender la rebelión con lo que se conseguiría distraer fuerzas al enemigo y alejar la línea del presunto cerco al que podría ser sometido; y en segundo lugar, proveer de subsistencias a las fuerzas concentradas en Cartagena que pasaban de 9000 hombres y que el hinterland del Campo de Cartagena no podía proporcionar y proveerse del dinero necesario para hacer frente a los gastos de guerra, porque los recursos obtenidos en la propia Cartagena —venta de las mercancías abandonadas en la aduana y de las existencias de tabaco almacenado; contribuciones y adelantos sobre las mismas que se hicieron pagar a las clases acomodadas— eran insuficientes.
La primera expedición marítima tuvo lugar el 20 de julio en una acción simultánea del vapor de ruedas Fernando el Católico al mando del general Contreras hacia Mazarrón y Águilas en la costa murciana, y de la fragata blindada Vitoria al mando de "Antonete" Gálvez hacia Alicante. En principio las dos misiones tuvieron éxito pues Mazarrón y Águilas se incorporaron al "Cantón Murciano" y Gálvez proclamó el cantón de Alicante constituyendo una Junta de Salud Pública. Pero tres días después de la vuelta de la Vitoria a Cartagena las autoridades "centralistas" recuperaron el control de Alicante y pusieron fin al cantón. Gálvez regresó en el vapor de ruedas Vigilante, que había sido requisado en el puerto de Alicante, e hizo escala en Torrevieja. Allí había sido constituido el 19 de julio el Cantón de Torrevieja, diferente del Cantón Valenciano, y presidido por Concha Boracino, pero para mantener su propia supervivencia solicitaron su incorporación al Cantón Murciano justo antes de la expedición a Alicante; y el día 22 de julio se formalizó la incorporación de Torrevieja al "Cantón Murciano", dejando de pertenecer a la provincia de Alicante. Al día siguiente, cuando el Vigilante estaba a punto de entrar en Cartagena fue interceptado por la fragata alemana SMS Friedrich Carl haciendo uso del decreto recién aprobado por el gobierno de Nicolás Salmerón que declaraba "piratas" a todos los barcos que enarbolaran la bandera roja cantonal por lo que podían ser apresados por los buques de cualquier país dentro incluso de las aguas jurisdiccionales españolas. Además el comodoro Reinhold von Werner comandante de la SMS Friedrich Carl alemana exigía la entrega de la fragata Vitoria porque también había enarbolado la bandera roja del cantón, no reconocida internacionalmente. Finalmente la Junta de Cartagena entregó el Vigilante a Werner pero no la Vitoria que estaba a salvo en el puerto. El Vigilante, fue enviado a Gibraltar y posteriormente devuelto a las fuerzas gubernamentales tras largas negociaciones, mientras que Gálvez y la tripulación fueron desembarcados en Cartagena.
Los cantonalistas consideraron declarar la guerra a Alemania tras la captura, pero finalmente optaron por no hacerlo, entre otras cuestiones porque esta captura se realizó sin la autorización de Berlín. Pero el suceso supuso el inicio del declive del cantón murciano, y así en Torrevieja fue disuelta la Junta local cantonal el día 25 de julio.
Mientras tanto en Murcia se organizó la primera expedición terrestre importante con destino a Lorca, ciudad que no quería sumarse al Cantón Murciano, como ya lo habían hecho Totana y Alhama de Murcia tras ser auxiliadas por una columna de voluntarios que había salido de la capital de la provincia el 21 de julio. La fuerza cantonal compuesta de 2000 hombres y cuatro piezas de artillería al mando de "Antonete" Gálvez llegó el 25 de julio a Lorca izando la bandera en el Ayuntamiento y constituyendo una Junta de Salvación Pública. Pero el cantón murciano en Lorca sólo duró un día porque en cuanto las fuerzas de Gálvez regresaron a Murcia el 26 de julio con varios miles de pesetas como contribución de guerra, las autoridades locales que habían abandonado la ciudad volvieron y destituyeron a la Junta.
La segunda expedición marítima tuvo como objetivo sublevar la costa andaluza de Almería a Málaga. El 28 de julio, al mando del general Contreras salieron de Cartagena, aclamadas por la multitud, la fragata de hélice Almansa y la fragata blindada Vitoria, con dos regimientos a bordo más un batallón de infantería de Marina. Cuando al día siguiente la expedición llegó a Almería exigió a una comisión de representantes de la Diputación y del Ayuntamiento que subieron a bordo de la Numancia el pago de 100 000 duros como contribución de guerra y el abandono de la ciudad de las fuerzas militares para que el pueblo decidiera libremente proclamar el Cantón o no. La respuesta fue negativa y las autoridades locales prepararon la defensa de la plaza, mientras la mayoría de población civil de Almería se marchaba de la ciudad. En la mañana del día 30 comenzó el bombardeo contra las defensas de la ciudad y los edificios militares, que fue respondido desde Almería. La ciudad no se rindió por lo que el general Contreras esa misma noche puso rumbo a Motril en la costa de Granada a donde llegó al amanecer del día siguiente. Contreras desembarcó a los heridos, visitó la ciudad y recibió ayuda económica en forma de pagarés a cobrar en Málaga por un importe de 160 000 reales.

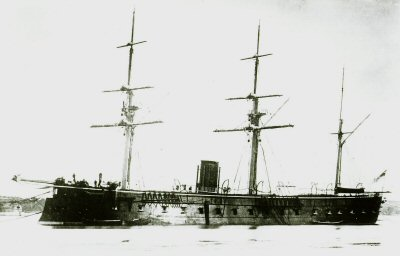
SMS Friederich Carl

Después se dirigieron a Málaga para tratar de atraer a la ciudad a la causa cantonalista, pero el 1 de agosto de 1873 el SMS Friedrich Carl y el ironclad británico HMS Swiftsure, de nuevo bajo el mando de Reinhold von Werner, capturaron a los buques cantonales en virtud del decreto del gobierno español que declaraba piratas a las fuerzas navales del cantón, pero sin recibir autorización ni de Londres ni de Berlín. En el enfrentamiento, las fuerzas anglogermanas, capturaron sin casi oposición ambos buques. Al llegar a Escombreras, cerca de Cartagena, las tripulaciones de las dos fragatas fueron obligadas a desembarcar y a descargar los cañones mientras el general Contreras permanecía detenido en la Friedrich Carl, aunque fue puesto en libertad poco después. La Almansa y la Vitoria quedaron bajo la custodia británica y fueron llevadas a Gibraltar donde serían devueltas al gobierno español. La poca oposición a la captura se debió a que a bordo de la Almansa se encontraba el general Contreras, uno de los líderes de las fuerzas cantonalistas y a que se trataba de una fragata de madera frente a dos blindadas, razón que también motivó que la Vitoria se rindiera sin oponer resistencia para evitar represalias contra el general y los 400 tripulantes de la Almansa.
La segunda expedición terrestre se organizó en Cartagena el 30 de julio y tuvo como objetivo Orihuela, una ciudad de predominio carlista. Estaba mandada, como la primera expedición terrestre a Lorca, por "Antonete" Gálvez y contaba con fuerzas de Cartagena —los regimientos Iberia y Mendigorría— y de Murcia —un cuerpo de voluntarios al mando de un cuñado de Gálvez—. Entraron en la ciudad de madrugada enfrentándose a guardias civiles y carabineros dispuestos para su defensa. En los combates murieron cinco guardias y nueve resultaron heridos, mientras los cantonales tuvieron un muerto y tres heridos, e hicieron prisioneros a 14 guardia civiles y a la totalidad de los 40 carabineros. Tras su victoria en la llamada batalla de Orihuela, volvieron a Cartagena al día siguiente junto con los guardias civiles y carabineros que llevaban presos. Allí el general cantonalista Félix Ferrer les dirigió la siguiente felicitación:

Soldados y voluntarios: el gobierno provisional de la Federación Española se felicitó de tener en vosotros tan valerosos defensores. Habéis dado prueba de lo mucho que pueden los hijos del pueblo, cuando pelean al servicio de la Justicia y el Derecho. Mantened vuestra firmeza. La Federación Española, al deberos el triunfo, sabrá premiar largamente tan inapreciables servicios. ¡Viva la República Federal! ¡Viva el pueblo soberano!Barón Fernández, 1998, pp. 206-207

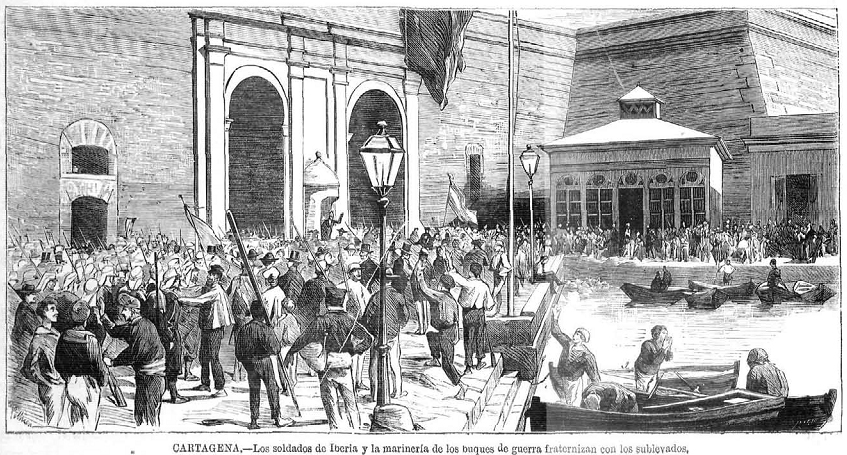
Cartagena en julio de 1873, grabado publicado en La Ilustración Española y Americana.

A principios de agosto "Antonete" Gálvez y el general Contreras encabezan una tercera expedición terrestre en dirección a Chinchilla compuesta por 3000 hombres distribuidos en tres trenes para cortar la comunicación ferroviaria con Madrid del ejército del general Arsenio Martínez Campos que tiene cercada a Valencia. Los primeros combates se producen en la estación de ferrocarril de Chinchilla donde los cantonales consiguen desalojar a las tropas enviadas por Martínez Campos al enterarse de los planes de los cantonales. Pero cuando los cantonales reciben la noticia de que el cantón de Valencia ha caído emprenden la retirada, lo que es aprovechado por las fuerzas "centralistas" para contraatacar apoyadas por la artillería, lo que provoca el pánico y la desbandada de los cantonales murcianos. Finalmente Gálvez y Contreras lograron reorganizar sus fuerzas, recibiendo el auxilio de la columna de reserva que había quedado en Hellín. Así pudieron regresar a Murcia a donde llegaron el 10 de agosto por la noche. La batalla de Chinchilla resultó un desastre para los cantonales murcianos porque perdieron cerca de 500 hombres, entre ellos 28 jefes y oficiales, además de 51 vagones, cuatro cañones y 250 fusiles, y sobre todo porque dejó el paso libre a Martínez Campos para ocupar Murcia.
Una muestra de la voluntad del Cantón de Cartagena de seguir combatiendo fue que las expediciones marítimas continuaron a pesar del revés sufrido por la pérdida de la Almansa y la Vitoria: entre el 11 y el 14 de septiembre a Torrevieja con Gálvez a bordo del Fernando el Católico, obteniendo armas y abundantes subsistencias requisadas a una compañía de voluntarios "centralistas" que fue disuelta por los cantonales; el 15 de septiembre a Águilas con Contreras al mando de las fragatas Numancia y Méndez Núñez y el Fernando el Católico, consiguiendo tras tomar como rehenes a varios comerciantes 3500 duros más vino, aceite, harina, cabras, carneros y cerdos; el 19 de septiembre a Alicante que es amenazada con el bombardeo si no se rinde, aunque la intervención de la fragata blindada británica Lord Warden obliga a las fragatas cantonales a aplazarlo hasta el 27 de septiembre, siendo respondido por los cañones situados en el castillo de Santa Bárbara y en el muelle, lo que obliga a la flota cantonal a desistir de sus intenciones y regresar a Cartagena.

## Sitio de Cartagena y rendición del Cantón
La victoria del ejército de Martínez Campos en la batalla de Chinchilla le dejó el paso libre para ocupar la ciudad de Murcia. Así el día 12 de agosto de 1873 era disuelta su Junta Revolucionaria de Murcia y del resto de municipios —unos 1000 cantonalistas lograron huir a Cartagena—, por lo que solo quedó "Cartagena como símbolo de la lucha por la autonomía federativa, pero no, subrayémoslo, del separatismo que les atribuían los enemigos de los republicanos en un afán de restarles adeptos". Cuatro días después Martínez Campos comenzaba el cerco por tierra de Cartagena. La ciudad entera estaba amurallada y había baterías de defensa en las colinas circundantes. Los bombardeos eran habituales, y se cortó el suministro de agua y alimentos. El cerco se fue estrechando poco a poco, pero no obstante, enviaba un informe al ministro de la Guerra en el que le manifestaba lo difícil que sería rendir la plaza dadas las magníficas defensas naturales y militares que poseía por lo que solicitaba un incremento considerable de sus fuerzas, junto con el bloqueo completo por mar, y aun así el asedio duraría varios meses, tiempo suficiente para que «las Cortes voten la Constitución federal o cantonal que les dé el triunfo sin haber ellos arriado la bandera», advierte en un tono pesimista Martínez Campos. Además en el informe defiende la mano dura para los jefes y oficiales que hayan participado en la rebelión por su carácter «antisocial, antipatriótico y tan contraria al Ejército».
La amenaza del bombardeo de Alicante dio lugar a negociaciones, que finalmente no tuvieron éxito, entre las autoridades civiles de Alicante a través del cuerpo consular acreditado en la ciudad y los jefes de la Armada cantonal, que fueron aprobadas por el gobierno de Castelar. El general Martínez Campos, jefe del ejército que desde el 15 de agosto tenía cercada por tierra Cartagena, se opuso enérgicamente a las mismas porque como había afirmado en un informe anterior enviado al gobierno, este «no debe admitir transacción, ni indultar, [sino] ahogar con la sangre de las cabezas esta revolución bastarda». Martínez Campos presentó la dimisión que le fue aceptada, siendo sustituido el 25 de septiembre por el general Francisco de Ceballos, otro militar alfonsino.

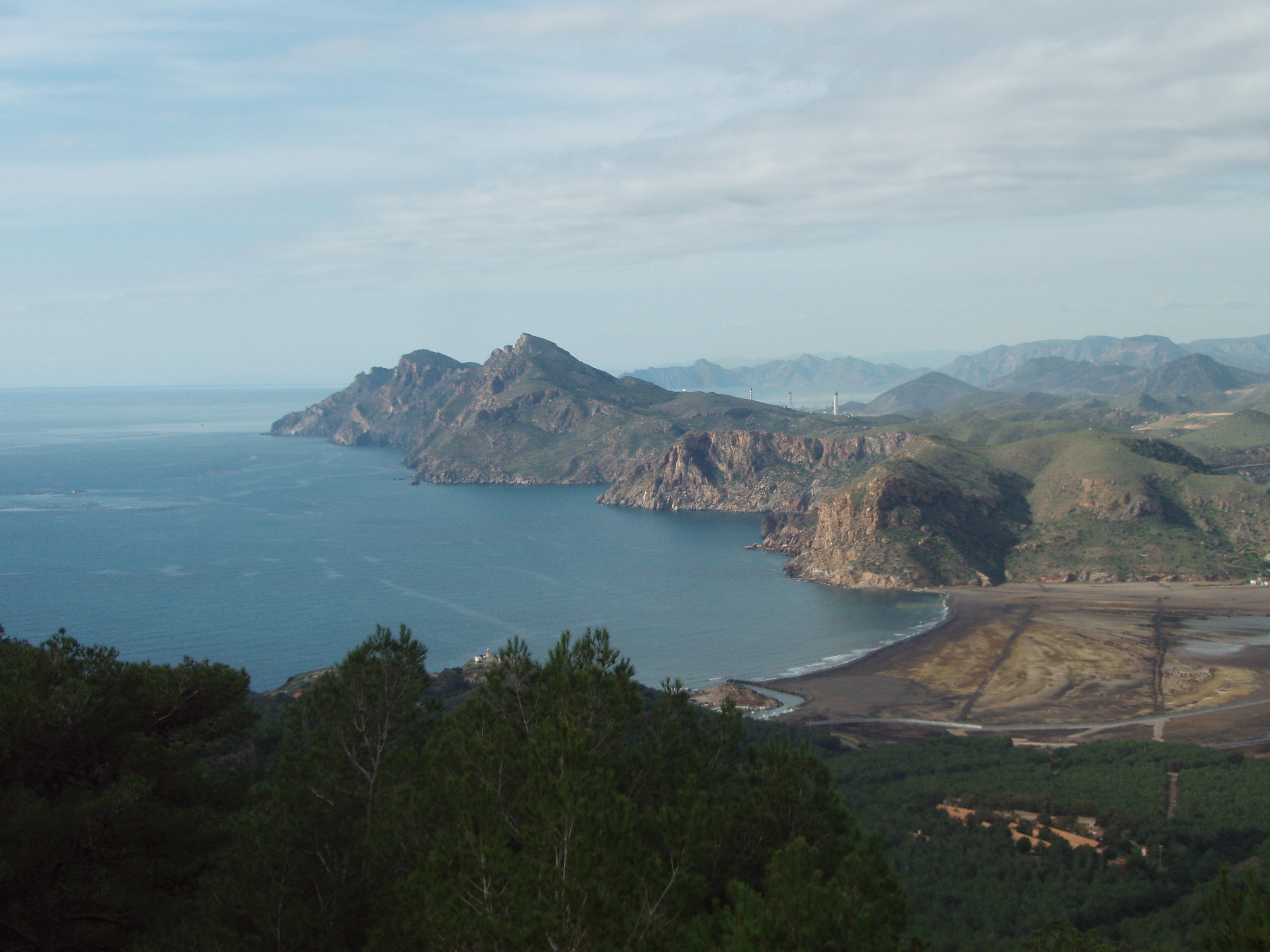
Bahía de Portmán

El primer intento del gobierno de Castelar para acabar con la flota cantonal de Cartagena se puso en marcha en 5 de octubre cuando una flota al mando del contralmirante Miguel Lobo y Malagamba zarpó de Gibraltar, donde les habían sido entregadas las fragatas Almansa y Vitoria por las autoridades británicas, con rumbo a Cartagena. El 11 de octubre le sale al encuentro la flota cantonal al mando del general Contreras que avista a la flota "centralista" del contralmirante Lobo a la altura del Cabo de Palos, dando lugar al combate naval de Portmán que duró dos horas y media —en el que hubo 7 muertos y 38 heridos del lado cantonal, y 11 muertos y 32 heridos del lado gubernamental— y en el que intervino la fragata francesa Semíramis que se interpuso entre la fragata Vitoria y la Méndez Núñez para evitar que esta última, fuera espoloneada por la primera. "El resultado del combate naval fue indeciso y las consecuencias no modificaron la proporción entre ambas escuadras". Hubo un segundo encuentro entre las dos escuadras el 16 de octubre pero el contralmirante Lobo rehusó el combate y puso rumbo a Gibraltar —Lobo arguyó que la flota cantonal era muy superior y que temía la indisciplina de sus tripulaciones, pero fue inmediatamente destituido por el ministro de Marina que nombró en su lugar al almirante Chicarro—.

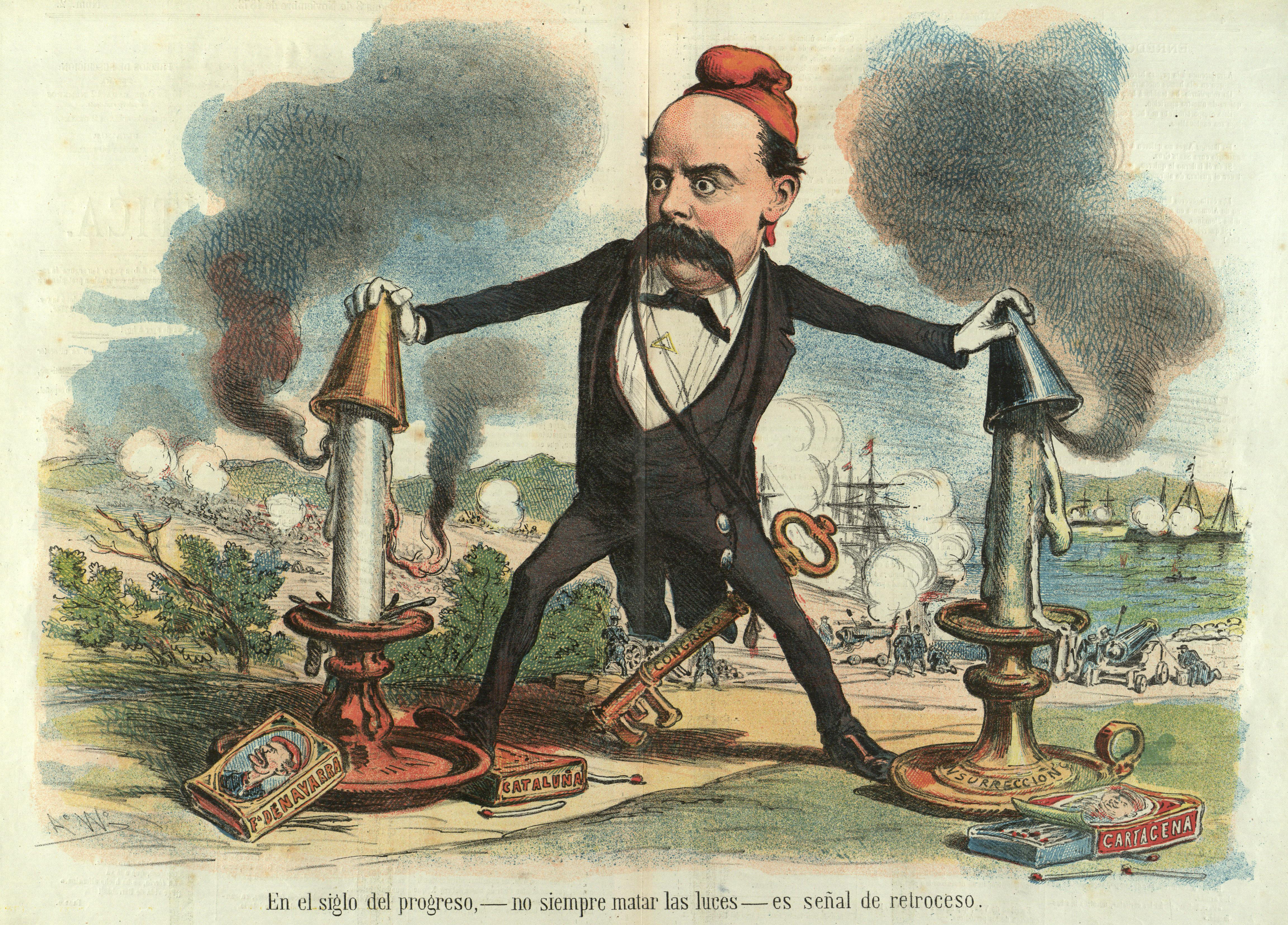
Caricatura de Castelar, en La Madeja Política, noviembre de 1873.

La huida de la flota echó abajo el proyecto del gobierno de Castelar de cercar Cartagena por mar y por tierra, única forma de conseguir la capitulación de la plaza, en opinión del general Francisco de Ceballos que estaba al frente del ejército que la sitiaba por tierra. Por otro lado la huida de la flota gubernamental elevó considerablemente la moral de los cantonales cartageneros por lo que su flota se hizo a la mar el 17 de octubre, llevando a bordo a la mayor parte de la Junta con Roque Barcia y el general Juan Contreras a la cabeza, para intentar restablecer el cantón de Valencia —a la altura de Alicante la Numancia embistió por la noche accidentalmente al Fernando el Católico y este se hundió en pocos minutos, muriendo 17 tripulantes—. El 19 la escuadra fondeó en el Grao de Valencia apoderándose de los víveres y del dinero de los barcos mercantes que estaban allí fondeados, pero su llegada no provocó el esperado levantamiento cantonal en la ciudad, por lo que los barcos levaron anclas el 21 de octubre y el 22 regresaron a Cartagena junto con los barcos apresados en el puerto de Valencia.
A finales de noviembre el general Ceballos inició el bombardeo de Cartagena por orden del gobierno de Emilio Castelar, y a principios de diciembre fue sustituido por el general José López Domínguez. Roque Barcia, ante el desarrollo de los acontecimientos, envió el 16 de diciembre de 1873 una carta al presidente de Estados Unidos, Ulysses S. Grant, a través de su embajador en Madrid, Daniel E. Sickles, en la que solicitaba izar la bandera estadounidense en el cantón con el propósito de evitar el bombardeo, sin que finalmente se llevara a cabo. El 30 de diciembre tras un incendió que se sospechó fue obra de un saboteador, la fragata cantonal Tetuán se hunde en el puerto de Cartagena. El 6 de enero de 1874, no se sabe si debido a un proyectil, a un sabotaje o a una imprudencia, el Parque de Artillería, donde se refugiaba parte de la población civil (mujeres y niños principalmente), explotó matando y dejando sepultadas bajo sus escombros a más de trescientas personas según los cálculos cantonalistas, o a más de dos mil según la prensa extranjera. Fue el suceso más devastador para la población civil de la historia de España hasta aquel momento. Los gobiernos extranjeros de Francia, Alemania o Inglaterra envían embajadas a Cartagena para actuar como intermediario entre el Cantón y el gobierno central de España.
La situación es cada vez más insostenible, hay muertos en las calles y escasean los alimentos, por lo que se opta por desalojar a mujeres y niños. Los centralistas toman la batería de Los Dolores y atacan con ella la ciudad. Se calcula que lanzaron una media de 1200 proyectiles al día. Posteriormente toman las baterías que rodean la ciudad y penetran en la bahía del puerto. Así, después de seis meses de asedio de Cartagena, tras haber triunfado el 3 de enero el golpe de Estado de Pavía, el general López Domínguez consiguió la rendición de la plaza el 12 de enero de 1874, lo que supuso la condena a muerte de los rebeldes o su exilio, generalmente a Argelia. La historia del asedio y del final del cantón fue reflejada por Ramón J. Sender en su novela Mr. Witt en el cantón y por Benito Pérez Galdós en el episodio nacional De Cartago a Sagunto. El 12 de enero de 1874 la Numancia zarpó con rumbo a Mazalquivir para llevar al exilio de Orán a unas quinientas personas, entre las que se encontraban los líderes cantonalistas Antonio Gálvez Arce y Juan Contreras y San Román. Durante la huida de la Escuadra Cantonal de su puerto en Cartagena, la Vitoria junto a la fragata de hélice Carmen salió en persecución de la Numancia, que puso rumbo hacia el puerto norteafricano de Orán, no pudiendo darle alcance por la mayor velocidad de la primera. Los exiliados fueron internados en prisiones argelinas. El 13 de enero las tropas del gobierno entraron en la ciudad.
Tras el intenso asedio Cartagena fue devastada. Se calcula que, tras el bombardeo, más del 70 % de los edificios de la ciudad habían sido destruidos o presentaban graves daños; según otros cálculos 327 edificios fueron destruidos completamente y unos 1500 con grandes destrozos, entre ellos el ayuntamiento y la catedral, y solo 27 edificios en toda la ciudad quedaron intactos.[cita requerida]

## Acuñación de monedas
Debido a la dificultad que tuvieron los insurrectos durante el Sitio de Cartagena de aprovisionarse en otras ciudades, se acuñó moneda propia para sufragar y sostener los gastos derivados de la revolución. Se decretó una amnistía para todos aquellos que cumplían condena por falsificar monedas en el penal de Cartagena si cooperaban en la elaboración de los cuños y la acuñación de las piezas. Toda la plata que se conseguía procedente de las minas de Mazarrón y de objetos de plata que se pudieron incautar, era fundida, laminada y preparada para la acuñación. La ley se elevó a 925 milésimas de pureza, 25 más que las oficiales y los cospeles se prepararon con una mayor dimensión que los normales del mismo valor facial. Las monedas de duro tuvieron un peso superior, entre 26 y 28 gramos, por encima de los 25 gramos, que era el peso oficial para los duros, y se acuñaron unas 150 000. El peso de las monedas de 10 reales estaba entre 13 y 14 gramos. Las monedas se acuñaron en el Arsenal de Cartagena y se utilizaron las máquinas de estampación para útiles de barcos.
Cuando una revolución necesita fondos lo normal es que lo haga emitiendo vales a los que denomina billetes -como hacen ahora los bancos nacionales y los bancos privados-, y lo haga de forma descontrolada para poderse sufragar. En el caso del Cantón de Cartagena no se hace esto, sino que se acuña moneda de una forma más precisa. Las monedas son de mayor pureza y peso que las gubernamentales.
Las monedas de plata de cinco pesetas (el duro) y de diez reales (medio duro) no llevan figura alguna, sino sólo las inscripciones:
- En el anverso tres líneas: roseta - SETIEMBRE - 1873, y la leyenda: Cartagena sitiada por los centralistas.
- En el reverso dos líneas: roseta - CANTONAL, y la leyenda: Revolución Diez Reales o Cinco Pesetas.

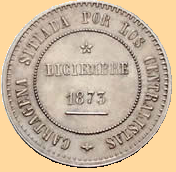
Anverso
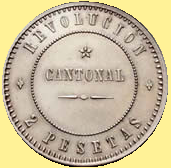
Reverso de 2 pesetas